# Heino Heinaste
Heino Heinaste   (Kuigatsi Rural Municipality, 3 de març de 1928 - Tallinn, 25 de juny de 2006), conegut fins a 1936 com a Heino Hermann, fou un atleta estonià, especialista en el llançament de pes i disc, que va competir sota bandera soviètica durant les dècades de 1950 i 1960.
En el seu palmarès destaca una medalla de bronze en la prova del llançament de pes del Campionat d'Europa d'atletisme de 1954, rere Jiří Skobla i Oto Grigalka.
Va ser subcampió del pes de l'URSS el 1954 i campió de l'RSS d'Estònia en llançament de pes i disc el 1956. Va guanyar medalles al campionat d'Estònia fins al 1963.

## Millors marques
- Llançament de pes. 17,27 metres (1960)
- Llançament de disc. 53,30 metres (1961)[4]